# Szew czołowo-łzowy
Szew czołowo-łzowy (łac. sutura frontolacrimalis) – szew czaszki łączący kość czołową z kością łzową.
U człowieka przebiega poziomo na granicy przyśrodkowej i górnej ściany oczodołu, łącząc przednią stronę listewki kości czołowej równoległej do brzegu przyśrodkowego jej części oczodołowej z górnym brzegiem kości łzowej.